# Бетаметазон
Бетаметазон — синтетический глюкокортикоидный препарат.

## Фармакологическое действие
При непосредственной аппликации на сосуды оказывает сосудосуживающий эффект.
Бетаметазон обладает выраженным дозозависимым действием на метаболизм углеводов, белков и жиров.
Оказывает катаболическое действие в лимфоидной и соединительной ткани, мышцах, жировой ткани, коже, костной ткани. Остеопороз и синдром Иценко-Кушинга являются главными факторами, ограничивающими длительную терапию ГКС. В результате катаболического действия возможно подавление роста у детей.
При системном применении терапевтическая активность бетаметазона обусловлена противовоспалительным, противоаллергическим, иммунодепрессивным и антипролиферативным действием.
При наружном и местном применении терапевтическая активность бетаметазона обусловлена противовоспалительным, противоаллергическим и антиэкссудативным (благодаря сосудосуживающему эффекту) действием.
По противовоспалительной активности превышает уровень гидрокортизона в 30 раз, не обладает минералокортикоидной активностью. Наличие в молекуле атома фтора усиливает противовоспалительную активность бетаметазона. Бетаметазон в форме дипропионата характеризуется продолжительным действием.

## Фармакокинетика
Связывание с белками плазмы составляет около 64 %, Vd — 84 л. Метаболизируется в печени. Метаболиты выводятся преимущественно почками, незначительная часть — с жёлчью.
При всасывании через кожу бетаметазон характеризуется сходными фармакокинетическими свойствами, как при наружном, так и при системном применении. Системное всасывание после наружного применения составляет 12-14 %.
При местном и наружном применении при интактной коже всасывание может быть незначительным. Наличие воспалительного процесса, а также применение окклюзионной повязки, может увеличивать объём всасывания.

## Показания
Для приема внутрь:
- первичная или вторичная недостаточность функции надпочечников, врождённая гиперплазия надпочечников, острый (негнойный) и подострый тиреоидит, гиперкальциемия вследствие опухолевого заболевания, ревматические заболевания, коллагеновые болезни, аллергические заболевания, симптоматический саркоидоз, синдром Леффлера, бериллиоз, идиопатическая или вторичная тромбоцитопения у взрослых, аутоиммунная гемолитическая анемия, эритробластопения (эритроцитарная анемия), эритроидная гипопластическая анемия, трансфузионные реакции, паллиативная терапия лейкемии и лимфомы у взрослых и острой лейкемии у детей;
- язвенный колит, паралич Белла.

Для парентерального применения:
- недостаточность коры надпочечников (в том числе острая, относительная, при двухсторонней адреналэктомии), для профилактики недостаточности коры надпочечников у пациентов, которые получают ГКС в течение длительного времени;
- шок (гемодинамический, эндотоксический);
- отек мозга, повышенное внутричерепное давление, профилактика и лечение реакций, связанных с переливанием крови, острый тиреоидит и  тиреотоксический криз.
- Острые аллергические реакции.
- Круп при дифтерии (в комбинации с соответствующей противомикробной терапией).

Для внутрисуставного введения:
- ревматоидный артрит, остеоартрит, травматический артрит, остеохондрит, острый подагрический артрит.
- Заболевания мягких тканей (в том числе бурсит, фиброзит, тендинит, тендосиновиит, миозит).

Для наружного применения:
- дерматозы, различные типы экзем (в том числе атопическая, детская, нумулярная), узловатая почесуха Гайда, простой дерматит, эксфолиативный дерматит, нейродермит, солнечный дерматит, себорейный дерматит, радиационный дерматит, опрелость, псориаз (за исключением обширного бляшкового псориаза), кожный или аногенитальный (исключая кандидомикозы) зуд, дискоидная красная волчанка, склероатрофический лихен, в качестве вспомогательного средства при комплексной терапии генерализованной эритродермии.

Для местного применения:
заболевания глаз и уха с выраженным аллергическим или воспалительным компонентом.

## Режим дозирования
Дозу устанавливают индивидуально.
При приеме внутрь суточная доза для взрослых составляет 0.25-8 мг, для детей — 17-250 мкг/кг. После длительного применения отмену бетаметазона следует производить постепенно, уменьшая дозу на 250 мкг через каждые 2-3 дня.
Для внутривенного введения (струйно медленно или капельно) разовая доза составляет 4-8 мг, при необходимости возможно увеличение до 20 мг; поддерживающая доза составляет, как правило, 2-4 мг. Разовая доза для внутримышечного введения составляет 4-6 мг.
Для внутрисуставного введения и введения непосредственно в очаг поражения при заболеваниях мягких тканей, в зависимости от величины сустава и размера области поражения, разовая доза составляет 0.4-6 мг.
Субконъюнктивально разовая доза — 2 мг.
При наружном применении наносят тонким слоем на поражённый участок кожи 2-6 раз/сут до клинического улучшения, далее применяют 1-2 раза/сут. При применении бетаметазона у детей, а также у больных с поражениями лица курс лечения не должен превышать 5 дней.

## Побочное действие

### Со стороны эндокринной системы
Стероидный диабет, развитие синдрома Иценко-Кушинга, супрессия гипоталамо-гипофизарно-надпочечниковой системы, появление гирсутизма и угрей, изменение массы тела..

### Со стороны обмена веществ
Гипокалиемия, остеопороз, задержка натрия и воды в организме.

### Со стороны центральной нервной системы
Расстройства сна, эйфория, возбуждение, тревога, депрессия, психоз, стероидный экзофтальм

### Со стороны органов зрения
Трофические поражения роговицы, катаракта, глаукома.

### Со стороны сердечно-сосудистой системы
Артериальная гипертония, миокардиодистрофия, аритмии.

### Побочные эффекты, связанные с иммунодепрессивным действием
Активация инфекционных заболеваний.

### Со стороны пищеварительной системы
Стероидная язва желудка.

### Со стороны системы кроветворения
Повышение риска развития тромбозов и эмболий.

### Прочие
Миопатия.

### При наружном применении
Редко — зуд, гиперемия, жжение, сухость, фолликулит, угревая сыпь, гипопигментация, периоральный дерматит, аллергический дерматит, мацерация кожи, вторичная инфекция, атрофия кожи, стрии, потница. При длительном применении или нанесении на обширные участки кожи возможно развитие системных побочных эффектов, характерных для ГКС.

## Противопоказания
Повышенная чувствительность к бетаметазону.

### Для приема внутрь и парентерально
Язвенная болезнь желудка и двенадцатиперстной кишки, остеопороз, синдром Иценко-Кушинга, сахарный диабет, системные микозы, вирусные инфекции, период вакцинации, активная форма туберкулёза. Преэклампсия, эклампсия, наличие симптомов поражения плаценты.

### Для внутрисуставного введения и введения непосредственно в очаг поражения
Нестабильные суставы, инфицированные очаги поражения и межпозвонковые пространства.

### Для наружного применения
Розовые угри, угри и обыкновенные (юношеские) угри; первичные вирусные инфекции кожи (в том числе ветряная оспа).

## Беременность и лактация
Применение при беременности возможно в исключительных случаях по строгим показаниям.
При необходимости применения в период лактации грудное вскармливание следует прекратить.

## Особые указания
При приеме внутрь необходимо контролировать уровень глюкозы в крови, артериальное давление, показатели водно-электролитного баланса. В случае раздражения или появления симптомов повышенной чувствительности к бетаметазону лечение необходимо прекратить и провести соответствующую терапию. При присоединении вторичной инфекции проводят лечение соответствующими противомикробными средствами.
Не показан для лечения болезни гиалиновых мембран новорождённых. Не следует применять наружно для лечения первичных кожных поражений при грибковой (например, кандидоз, трихофития) и бактериальной (например, импетиго) инфекции, перианального и аногенитального зуда.

## Лекарственное взаимодействие
При одновременном применении с сердечными гликозидами их действие усиливается; с диуретиками — увеличивается выведение калия; с гипогликемическими препаратами, пероральными антикоагулянтами — ослабление их действия; с НПВС — повышается риск возникновения эрозивно-язвенных поражений и кровотечений из желудочно-кишечного тракта.